# Carrizal Primero
Carrizal Primero är en ort i Mexiko.   Den ligger i kommunen Tantoyuca och delstaten Veracruz, i den sydöstra delen av landet, 230 km norr om huvudstaden Mexico City. Carrizal Primero ligger 177 meter över havet och antalet invånare är 186.
Terrängen runt Carrizal Primero är huvudsakligen platt, men söderut är den kuperad. Carrizal Primero ligger uppe på en höjd. Runt Carrizal Primero är det ganska tätbefolkat, med 72 invånare per kvadratkilometer. Närmaste större samhälle är Tantoyuca, 4,8 km sydost om Carrizal Primero. Trakten runt Carrizal Primero består till största delen av jordbruksmark.